# Bösarps landskommun
Bösarps landskommun var en tidigare kommun i dåvarande Malmöhus län.

## Administrativ historik
Kommunen bildades i Bösarps socken i Skytts härad i Skåne när 1862 års kommunalförordningar trädde i kraft. 
Vid kommunreformen 1952 uppgick kommunen i Gislövs landskommun som uppgick 1967 i Trelleborgs stad som 1971 ombildades till Trelleborgs kommun.